# Набережная Тольятти
Набережная Тольятти — место спорта и отдыха жителей и гостей города, состоит из двух частей Автозаводского и Комсомольского района города. Проходит вдоль береговой линии Волги и Жигулёвских гор.

## Набережная Автозаводского района
Проект набережной Автозаводского района Тольятти был разработан институтом «Гипрокоммундортранс» в 1969 году. Набережная проходит вдоль улицы Спортивная и береговой линии Волги, напротив 6-8-го кварталов. Общая протяженность набережной Автозаводского района 4 км.
До 1997 года находилась введении ОАО АВТОВАЗа, передав объект незавершенного строительства СССР на баланс муниципалитета.
От ТРК «Вега» к набережной 8 квартала проходит мост и эстакада под ним представляя единое целое незавершенного строительства.
Между песчаным пляжем и каменистым берегом проходят лестницы. С увеличением воды в волжском бассейне, лестницы затоплены.
Набережную 6-го и 8-го квартала разделяет территория бывшей паромной переправы ОАО «АвтоВАЗтранс» — действовала до 2012 года.
Вдоль набережной 8-квартала располагались три одноэтажных летних здания, в которых в пляжный летний период отдыха на крышах располагались летние магазины и кафе, впоследствии они были разрушены. Напротив 6-го квартала одно сохранилось, которое было реконструировано в круглогодичный танцевальный ресторан «Матрешки»: ул. Спортивная, 23.
Напротив набережной 6-го квартала находится заброшенная танцевальная площадка «Пятак».
Рядом с причалом набережной 8 квартала расположен круглогодичный одноименный кафе-бар «Причал»: ул. Спортивная, 9В. Также напротив 6 квартала набережной расположен другой одноименный ресторан «Причал»: ул. Спортивная, 27. На набережной есть две спасательные станции МКУ «Центра гражданской защиты».

#### Проект реконструкции
В 2003 году ООО ПСП «Соцкультбыт» и ООО «Стройфинас» Владимира Кожухова представили проект застройки набережной Автозаводского района. В 2006 году проект был утвержден мэром города Н. Д. Уткиным. По проекту, на площади в 172,2 га набережной планировалось возвести 9 многоквартирных жилых дома, освоить зоны делового, общественного и коммерческого назначения, возвести объекты спортивного и физкультурно-оздоровительного назначения, три детских сада и три школы. Однако вместо этого проекта были возведены два дома и спорт-клуб «Devis».
В 2013 году мэром города С. А. Андреевым строились планы строительства сквозной трассы, соединяющей три городских района — Автозаводский, Центральный и Комсомольский. Согласно задумкам, новая дорога должна была проходить по набережной Волги.
В 2016 и 2017 годах произошел обвал пешеходной зоны восточной набережной 8 квартала. Пешеходная зона обвала закрыта ограждением.
В 2018 году архитектор Анатолий Левин по заказу проектно-строительной компании ООО ПСК «Волга» (Е. А. Серпера) представил концепцию благоустройства набережной Автозаводского района стоимостью в 7,2 миллиардов рублей.По словам губернатора Самарской области Д. И. Азарова, реконструкция набережной была запланирована на 2019—2020 годы.
В 2019 году на проектирование набережной Автозаводского района было выделено и освоено из областного бюджета 54 562 тыс. рублей. Победителем конкурса стало ООО ПСК «Волга». По результату проектирования, стоимость строительства набережной сократилось с 7,2 до 5,6 млрд руб.
В июне 2019 года стало известно, что заложенной суммы в 2,7 млрд рублей не хватит. Только одно берегоукрепление набережной обойдётся под 3 млрд рублей, не считая её благоустройства. В связи с этим реконструкция набережной была вычеркнута из федеральной программы празднования 50-летия АВТОВАЗа.

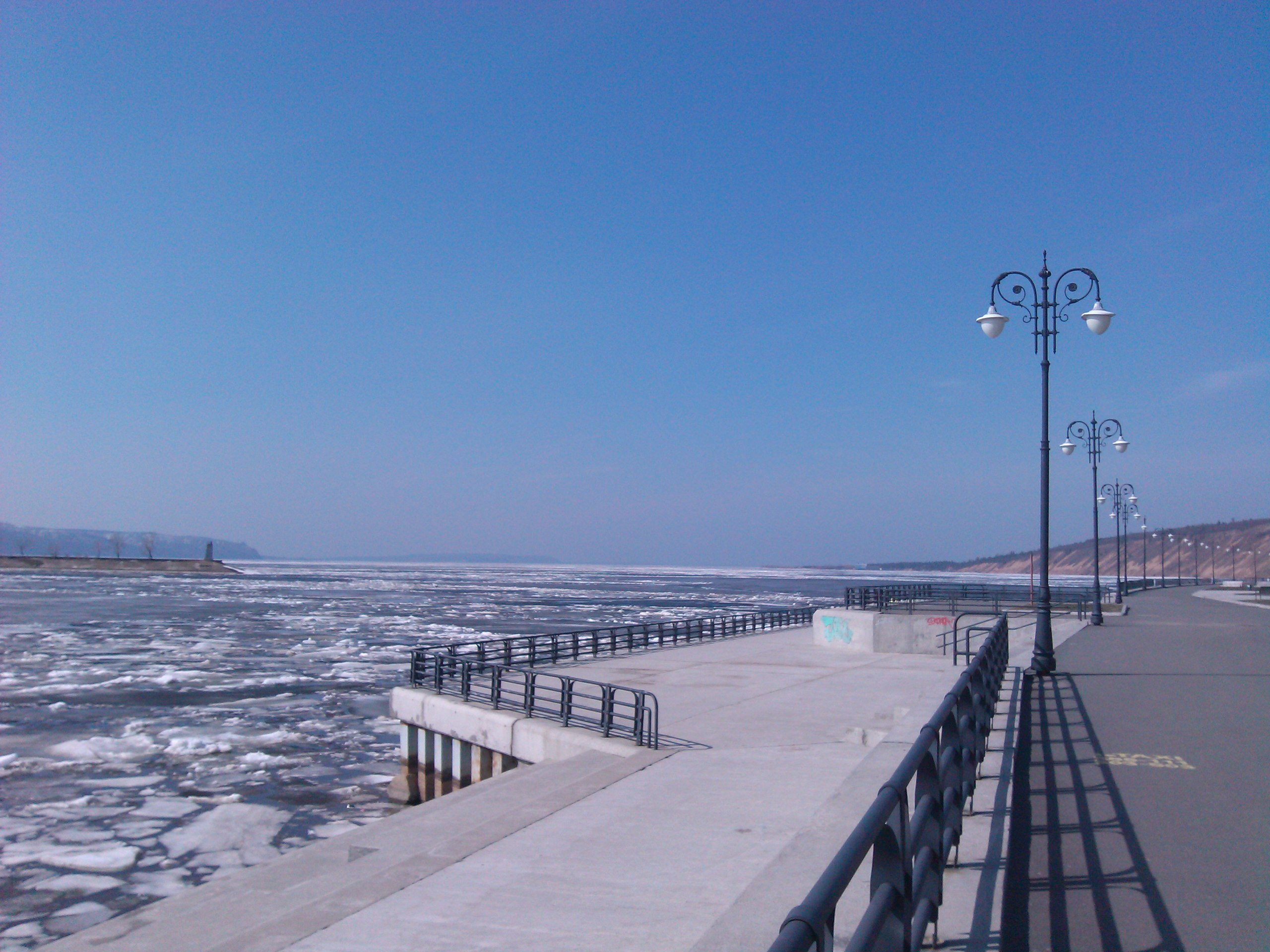
Набережная Комсомольского района Тольятти

В декабре 2020 и ноябре 2021 году по итогу конкурса подрядной организацией стала самарская ГК «Волгатрансстрой» общая сумма госконтракта 1 602,9 млрд. рублей, срок исполнения 2021—2024 год

## Набережная Комсомольского района
Новая набережная Комсомольского района Тольятти была построена в 2012 году по проекту берегоукрепления застройщиком «Волгаспецстрой» за 2,5 млрд рублей, принадлежащая депутату областной думы Алексею Чигеневу. Весной 2016 года вместе со снегом сошли несколько пролетов бетонной лестницы. Застройщик объявил себя банкротом и реконструкция была завершена из городского бюджета.
Набережная Комсомольского района разделяется на старую и новую, проходя вблизи улиц Есенина и Коммунистической. Общей протяжённостью 1,5 км.
Вблизи набережной расположен речной вокзал ОАО «Порт Тольятти» который предоставляет пригородные, экскурсионные и прогулочные рейсы на теплоходах: ОМ-328 (240 пасс); ОМ-357 (223 пасс); ОМ-375 (183 пасс); Жигули (58 пасс.)